# PDF샘
PDF샘(PDFsam 또는 PDF Split And Merge)는 PDF 문서를 분할, 병합, 추출, 회전 및 혼합하는 자유 오픈 소스 프로그램이자 크로스 플랫폼을 지원하는 데스크톱 애플리케이션이다. PDF샘에는 PDF샘 베이직(PDFsam Basic)버전, PDF샘 고급(PDFsam Enhanced)버전,PDF샘 비주얼(PDFsam Visual)버전등이 있다.

## PDF샘 베이직
특히 PDF샘 베이직(PDFsam Basic)버전은 소스 및 컴파일된 코드로 프로젝트 페이지에서 자유롭게 액세스할 수 있는 데스크톱 애플리케이션이다. 32 비트 및 64 비트 MS Windows 용 MSI 패키지, Mac OS X 용 .dmg, Debian 기반 GNU / Linux 배포용 .deb 패키지 및 고급 사용자의 편의를 위한 ZIP 번들로도 제공하고 있다.

## 같이 보기
- 어도비 애크러뱃
- 리브레오피스